# Elvtársak (film)
Az Elvtársak 1963-ban bemutatott olasz film, amelyben Mario Monicelli az olasz munkásmozgalom születésének korában játszódik meg. A film forgatókönyve Oscar-díj jelölt volt.

## Cselekmény
Egy XIX. század végi torinói textilgyárban, ahol nyomorúságos bérért dolgoznak a munkások, egyikük kezét összezúzza a gép. Egy szocialista agitátor érkezik közéjük, aki a megrendült embereket feltüzeli, és a munkások sztrájkba lépnek. Az agitátor civilben egy hétköznapi tanárember, akinek az élete éppoly nyomorúságos, mint a munkásoké. A korai munkásmozgalom és a tanár csetlése-botlása e szomorú történetében felsejlik a komikum is, különösen Marcello Mastroianni kiemelkedő játékának köszönhetően.